# آتشکده اسپاخو
آتشکدهٔ اسپاخو یا معبد اسپاخو آتشکده‌ای از دوره ساسانیان است که در روستایی به همین نام در شهرستان سملقان از استان خراسان شمالی قرار دارد. گفته می‌شود این آتشکده کهن‌ترین سازه پابرجای خراسان شمالی است. معبد سنگی اسپاخو که گاه کلیسا و گاه آتشکده نامیده می‌شود در کیلومتر ۱۱۵ محور بجنورد به جنگل گلستان و در ۶۵ کیلومتری غرب شهر آشخانه، شهرستان سملقان، روی تپه‌ای در قسمت جنوبی روستای اسپاخو واقع شده‌است.
این اثر در تاریخ ۳ بهمن ۱۳۵۶ با شمارهٔ ثبت ۱۵۷۹ به‌عنوان اثر ملی ایران به ثبت رسید.

## وجه تسمیه
واژه هسپ و اسپ نام کهن و پهلوی است که در طی زمان تبدیل به اسب گردیده‌است و اسپ علاوه بر اخو به معنای پرورش اسب نیز می‌باشد و طبق شواهد احتمالی این منطقه محل پرورش اسب بوده که نام روستای اسپاخو نیز اطلاقی از آن است.

## معماری
این بنا سقفی گنبدی دارد و با لاشه‌سنگ و ملات ساروج ساخته شده است که از مصالح ویژهٔ معماری ساسانی است. با توجه به این شواهد، باستان‌شناسان این آتشکده را مربوط به روزگار ساسانیان می‌دانند. معماری این بنا نمادی از معماری خراسان در روزگار ساسانی است که از ترکیب گنبد و ایوان الگو گرفته‌است، ترکیبی که سابقه کهنی در معماری بناهای دوران تاریخی و اسلامی دارد. البته در نظریه‌ای دیگر معماری این بنا الگو گرفته از پای فیل، مشهور به پافیلی، است که از پابرجاترین نوع معماری محسوب می‌شود.
این بنا پلانی مستطیل شکل دارد و سقف آن با طاق و گنبد پوشیده شده‌است. ورودی اصلی بنا در ضلع شرقی به شکل ایوانی بلند با قوس گهواره‌ای است که گنبدخانه در غرب آن قرار دارد. در دیوارهای شمالی و جنوبی بنا نیز ورودی‌هایی با طاق کلیدی تعبیه شده‌است که از ویژگی‌های معماری ساسانی است. مردم محلی معبد اسپاخو را کلیسا می‌خوانند اما تا کنون هیچ‌گونه شاهدی دال بر حضور مسیحیان در این گستره پیدا نشده‌است. از سوی دیگر، شکل دایره‌ای مهراب، وجود آتشدان و سوراخ میان سقف گنبد برای خروج دود، نشان می‌دهد که این جایگاه آتشکده است.
در نزدیکی این بنا و روستای اسپاخو بر روی تپه‌ای، قبرستانی وجود دارد که از نظر وضع دفن و مقبره سازی با طرز تدفین مسلمانان تفاوت اساسی دارد و مردگان به صورت خانوادگی دفن گردیده‌اند. بنا به گفته کارشناسان این شواهد حاکی از آن است که اقوام خاصی از زرتشتیان در این منطقه زندگی می‌کردند.